# Ново-Тишевое
Ново-Тишевое — село в Александро-Невском районе Рязанской области, входит в состав Нижнеякимецкого сельского поселения.

## Географическое положение
Село расположено на берегу реки Хупта в 2 км на северо-запад от центра поселения села Нижний Якимец и в 7 км на северо-запад от райцентра посёлка Александро-Невский.

## История
Новотишевое в качестве «сельца, что была пустошь под Тишевское дубровою» упоминается в числе вотчин стольников Фроловых – Багреевых. Из окладных Ряжских книг 1676 года видно, что «новое село Тишевое, что была деревня Безчастная, отошло от приходу села Старого Тишевого». Первоначально построенная в том селе церковь Архангельская освящена в 1704 году. Церковные земли у той церкви против указа государева и писцового наказу из помещиковых дач стольника Луки Иванова, сына Фролова-Багреева с братьями 20 четвертей в поле, сенных покосов на 40 копен, что он, Лука, крестьянскому своему старосте Васке Лукьянову по окладу к церкви о земле и сенных покосах сказки не показал, а у них, помещиков, по пашенной ведомости к тому новому селу Тишевому отмежевано земли дача большая.
У новопостроенной церкви, как видно из сказки села Ногайского попа Патрикия, который в с. Новое Тишевое входил по вхожей памяти, состояло: двор попов, 2 двора дьячковых, а про приход подлинно сказать он не знает; в 1701 году, по досмотру Ряжского протопопа Алексея с товарищами, написано: помещиковых 4 двора, в них живут деловые люди, 73 двора крестьянских, всего 80 дворов. В 1718 году в числе владельцев Нового Тишевого, кроме Фроловых – Багреевых, значатся Федор Дмитриев, сын Зуев, и капитан Артемий Иванов, сын Черкашенин.
В Известиях о количестве церквей в Рязанской епархии за 1734 год при Архангельской церкви сенных покосов показано только 10 копен и 35 приходских дворов. Через 60 лет после построения в с. Новом Тишевом первой церкви, построена была новая деревянная церковь в прежнее храмонаименование генерал-аншефом Яковом Лукичем Фроловым-Багреевым, который в 1765 году просил епархиальное начальство дозволить новопостроенную церковь освятить Ряжскому протопопу Андрею Васильеву. В каменной церкви приделы в честь Божией Матери всех скорбящих Радости и св. праведников Захария и Елисаветы отстроены были в 1854 году, а настоящая в честь Архистратига Михаила в 1862 году на средства помещицы Елисаветы Матвеевны Ребровой.
Сельская школа, открытая по инициативе местного священника, существовала с 1861 года.
В XIX — начале XX века село являлось центром Новотишевской волости Раненбургского уезда Рязанской губернии. В 1906 году в селе было 128 дворов.
С 1929 года село являлось центром Новотишевского сельсовета Новодеревенского района Рязанского округа Московской области, с 1937 года — в составе Рязанской области, с 2005 года — в составе Нижнеякимецкого сельского поселения.

## Население
| 1859 | 1897  | 1906  | 2010 | 2023 |
| ---- | ----- | ----- | ---- | ---- |
| 1138 | ↗1276 | ↘1021 | ↘182 | ↘159 |

## Достопримечательности
В селе находится недействующая Архангельская церковь (1862).